# Лейксайд-Сіті (Техас)
Лейксайд-Сіті (англ. Lakeside City) — місто (англ. town) в США, в окрузі Арчер штату Техас. Населення — 1082 особи (2020).

## Географія
Лейксайд-Сіті розташований за координатами 33°49′54″ пн. ш. 98°32′44″ зх. д. / 33.83167° пн. ш. 98.54556° зх. д. (33.831598, -98.545497).  За даними Бюро перепису населення США в 2010 році місто мало площу 1,63 км², уся площа — суходіл.

## Демографія
Згідно з переписом 2010 року, у місті мешкало 997 осіб у 381 домогосподарстві у складі 317 родин. Густота населення становила 611 осіб/км².  Було 399 помешкань (244/км²).
Расовий склад населення:
| - 96,6 % — білих - 0,8 % — чорних або афроамериканців - 0,5 % — азіатів - 0,3 % — корінних американців - 0,1 % — вихідців з тихоокеанських островів |

До двох чи більше рас належало 0,9 %. Частка іспаномовних становила 3,6 % від усіх жителів.
За віковим діапазоном населення розподілялося таким чином: 22,5 % — особи молодші 18 років, 63,0 % — особи у віці 18—64 років, 14,5 % — особи у віці 65 років та старші. Медіана віку мешканця становила 45,3 року. На 100 осіб жіночої статі у місті припадало 99,8 чоловіків;  на 100 жінок у віці від 18 років та старших — 98,2 чоловіків також старших 18 років.
Середній дохід на одне домашнє господарство  становив 115 464 долари США (медіана — 84 375), а середній дохід на одну сім'ю — 125 331 долар (медіана — 92 841). За межею бідності перебувало 3,6 % осіб, у тому числі 0,4 % дітей у віці до 18 років та 3,8 % осіб у віці 65 років та старших.
Цивільне працевлаштоване населення становило 471 особа. Основні галузі зайнятості: освіта, охорона здоров'я та соціальна допомога — 33,1 %, роздрібна торгівля — 10,4 %, публічна адміністрація — 8,5 %, транспорт — 7,6 %.